# Féminas Perú
Féminas Perú es una organización sin fines de lucro y movimiento comunitario transfeminista, fundada en 2015 en Lima, Perú. Está conformado por mujeres trans y tiene como objetivo la promoción de derechos relacionados con el acceso a la salud, el reconocimiento legal de su identidad de género y la participación en espacios sociales y políticos. Desde su fundación, desarrolla actividades de incidencia, asesoría y acompañamiento dirigidas a la población trans en el país.

## Historia
Féminas Perú fue fundada el 7 de junio de 2015 en Lima como una iniciativa orientada a mejorar el acceso de mujeres trans a servicios de salud, con énfasis en la prevención y tratamiento del VIH/sida y la atención de afirmación de género. La organización surgió como parte de un proyecto de investigación desarrollado por Leyla Huerta, con el patrocinio del Instituto Fenway, en respuesta a la escasa atención institucional a las necesidades específicas de esta población, que enfrenta altos índices de prevalencia del VIH, violencia transfóbica, barreras legales para el cambio de nombre y género, y limitaciones para acceder al empleo formal.
En 2017, Féminas Perú se constituyó legalmente como organización sin fines de lucro y amplió su enfoque hacia el acompañamiento legal, la defensa de derechos humanos y la creación de espacios seguros para mujeres trans. A lo largo de su trayectoria, ha desarrollado actividades de incidencia política, apoyo psicosocial, asesoramiento en trámites legales, y atención integral en salud. Durante la pandemia de COVID-19, la organización adaptó sus actividades para ofrecer ayuda humanitaria y apoyo virtual, en un contexto en el que la crisis sanitaria y política impactó especialmente a poblaciones en situación de vulnerabilidad, entre ellas las mujeres trans.
Entre sus acciones, se encuetra la investigación para recabar datos sobre la comunidad trans y promover la políticas públicas.

## Reconocimientos
- En marzo de 2020, recibió un reconocimiento del Ministerio de Justicia y Derechos Humanos del Perú por su labor en la visibilidad de las mujeres trans.[7]
- En septiembre de 2021, impulsó un proceso legal que contribuyó al reconocimiento del derecho al cambio de nombre y género sin necesidad de cirugía de afirmación de género, eliminando la exigencia de exámenes médicos invasivos.[4]
- En 2023, fue incluida en los Now Awards de la revista Them como una de las iniciativas destacadas en el activismo LGTBIQ+ a nivel internacional.[4]